# Rezerwat przyrody Przytoń
Rezerwat przyrody Przytoń – krajobrazowy rezerwat przyrody w województwie pomorskim, powiecie człuchowskim w gminie Przechlewo. Został utworzony zarządzeniem Ministra Leśnictwa i Przemysłu Drzewnego z 18 maja 1984 roku na powierzchni 18,05 ha. Obecnie jego powierzchnia wynosi 20,04 ha.
Rezerwat utworzono celem ochrony kwaśnej buczyny niżowej na skarpie Brdy – zbiorowiska leśnego z udziałem buka (Fagus silvatica) w wieku około 200 lat. Na stromych skarpach wąwozu rosną rośliny chronione takie jak wawrzynek wilczełyko, paprotka zwyczajna, porzeczka czarna czy marzanka wonna.
Przez teren rezerwatu wiedzie popularny turystyczny szlak kajakowy rzeki Brdy. Ten odcinek rzeki uchodzi za najbardziej uciążliwy na całej, ponad dwustukilometrowej trasie, z uwagi na bardzo liczne zwalone drzewa przegradzające rzekę.